# Antonio Cancellieri
Antonio Cancellieri (Roma, 19 gennaio 1929) è un ex calciatore italiano, di ruolo centrocampista o attaccante.

## Caratteristiche tecniche
Poteva giocare sia come centrocampista che come attaccante.

## Carriera

### Club
Dopo aver militato nelle giovanili dell'Albatrastevere e aver fatto un provino con la Lazio, disputando con lo schieramento "misto" della squadra, il 24 giugno 1952, un'amichevole contro la formazione Oberdan (terminata 3-3), si trasferisce al Bari; trascorre cinque stagioni nel club pugliese, giocando 54 partite (condite da 11 reti) in Serie D, 12 in Serie C e 28 (3 marcature) in Serie B, per un totale di 94 match e 14 goal. Nel 1957 passa al Siracusa, in Serie C, scendendo in campo per la prima volta il 15 settembre dello stesso anno contro la Biellese (1-1) e per la ventisettesima e ultima il 25 maggio 1958 nella sconfitta (5-0) contro il Ravenna. Con i siciliani, in una stagione, realizza due reti: una contro il Legnano e una contro la Reggina.

## Statistiche

### Presenze e reti nei club
| Stagione        | Squadra         | Comp | Pres | Reti |
| --------------- | --------------- | ---- | ---- | ---- |
| 1952-1953       | Bari            | D    | 19   | 3    |
| 1953-1954       | Bari            | D    | 35   | 8    |
| 1954-1955       | Bari            | C    | 12   | 0    |
| 1955-1956       | Bari            | B    | 15   | 1    |
| 1956-1957       | Bari            | B    | 13   | 2    |
| Totale Bari     | Totale Bari     |      | 94   | 14   |
| 1957-1958       | Siracusa        | C    | 27   | 2    |
| Totale carriera | Totale carriera |      | 121  | 16   |